# Any Time, Any Place
Singles de Janet Jackson
Because of Love
(1994) Throb
(1994)
Any Time, Any Place est une chanson de l'artiste américaine Janet Jackson issue de son cinquième album studio janet.. Elle sort en single en le 23 mai 1994 sous le label Virgin Records.

## Performance dans les hits-parades
| Classement (1994)              | Meilleure position |
| ------------------------------ | ------------------ |
| Australie (ARIA)               | 37                 |
| Canada (RPM)                   | 21                 |
| Nouvelle-Zélande (RMNZ)        | 20                 |
| Royaume-Uni (UK Singles Chart) | 13                 |
| États-Unis (Hot 100)           | 2                  |
| États-Unis (R&B/Hip-Hop Songs) | 1                  |